# Хајнрих Барт
Хајнрих Барт (Хамбург, 16. фебруар 1821 — Берлин, 25. новембар 1865) је био немачки истраживач Африке и историчар.

## Детињство и младост
Рођен је у Хамбургу 16. фебруара 1821, а образовао се на универзитету у Берлину, где је дипломирао 1844. На универзитету у Берлину студирао је под вођством Александра фон Хумболта, Леополда фон Ранкеа, Фридриха фон Шелинга и Јакоба Грима. Сви они су поставили основе за модерна истраживања географије и историје. Посетио је Италију и Сицилију и правио је планове за путовања по медитеранским земљама. Након стутирања арапског језика у Лондону кренуо је на путовања 1845. Један је од највећих европских истраживача Африке. Радио је за британску дипломатску службу 1850.

## Прво путовање по Африци
Прво велико путовање по северној Африци започео је из Тангера. Путовао је и кроз Египат, спуштао се Нилом, дошђао до вади Халфе и прешао пустињу до Беренаике. Док је био у Египту пљачкаши су га напали и ранили. Прешао је Синај и прошао је кроз Палестину, Сирију, Малу Азију, Трску и Грчку. На свим местима је испитивао антиквитете. Вратио се у Берлин 1847. Једно време радио је као приватдоцент и припремао је опис путовања, који је изашао из штампе 1849. као Wanderungen durch die Küstenländer des Mittelmeeres.

## Велико путовање по Африци
На инсистирање пруског амбасадора у Вестминстеру Бунсена и на инсистирање других научника попут Александра фон Хумболта Барт и пруски астроном Адолф Овервег су прикљулени експедицији Џејмса Ричардсона.
Џејмс Ричардсон је био истраживач Африке, кога је одабрала британска влада да отвори трговачке односе са државама средишње и западне Сахаре. Кренули су из Триполија 1850. На путу су умрли и Џејмс Ричардсон 1851. и Овервег септембра 1852. Хајнрих Барт је морао сам да предводи експедицију. Био је први Европљанин, који је дошао до Адамаве 1851. Вратио се у Европу у септембру 1855.
Поред путовања преко Сахаре Барт је прешао пут од језера Чад и Багирмија на истоку до Тимбуктуа на западу и Камеруна на југу. Он је до танчина проучавао топографију, историју, цивилизацију, језике и сировине од земаља, које је посећивао. Тимбукту је посетио септембра 1853.

## Методологија
Његов успех као истраживача Африке био је базиран и на његовом стрпљивом карактеру и на његовом високом образовању. Барт је био различит од осталих истраживача колонијалног доба, јер је био заинтересован за историју и културу афричких народа. Остали колонијални истраживачи су углавном били заинтересовани како искористити афричке народе и земље. Барт је педантно бележио своја опажања, па су његови дневници били непроцењив извор информација о околностима у 19. веку у Африци. Није био први истраживач, који је обратио пажњу на локалну усмену предају, али био је први, који је озбиљно размотрио методологију и корист за историјска истраживања. Барт је био први прави научни истраживач Африке. Пријашњи нису имали академско знање. Барт је знао и арапски језик и могао је истражити историју неких подручја, као нпр Сонгај царства. Изгледа да је научио и неке афричке језике. Успоставио је блиске односе са бројним афричким ученим људима и владарима.
Прича о Бартовим путовањима била је објављена у исто време и на немачком и на енглеском под називом Путовања и открића у северној и средишњој Африци (1857—1858) у пет томова на 3.500 страница. Чарлс Дарвин се користио том књигом, а још увек је цитирају афрички историчари.
Вратио се у Немачку, па је 1858. путовао у Малу Азију, а 1862. је обишао тадашња турска подручја у Европи. Постављен је 1863. за изванредног професора географије на универзитету у Берлину. Постао је и председник географског друштва. Нису га примили у Берлинску академију наука, са образложењем да није учинио ништа за историографију и лингвистику. Умро је у Берлину 1865.